# Цезии
Цезиите или Кезиите (на латински: gens Caesia) са плебейска фамилия от Древен Рим. Първият известен от фамилията е Марк Цезий, претор през 75 пр.н.е.
От тях произлизат етруските преномен Цезо, Кезо и когномен Цезар. Жените се казват Цезира (Cesira). Няколко комуни в Италия се казват Цезана (Cesana).
Известни от фамилията:
- Марк Цезий, претор през 75 пр.н.е.
- Луций Цезий, приятел на Цицерон, който служи в администрацията му, когато е проконсул в Сицилия през 50 пр.н.е.
- Марк Цезий, приятел на Цицерон в едилската служба на Арпинум през 47 пр.н.е.
- Публий Цезий, eques на Равена при Гней Помпей Страбон († 87 пр.н.е.).
- Тит Цезий, юрист по времето на Сервий Сулпиций Руф († 43 пр.н.е.).
- Цезий Корд, управител на Крит по времето на Тиберий.
- Цезий Назика, командир на IX Испански легион в Британия, когато управител е Авъл Дидий Гал (52-57 г.). Спасява трона на царицата на бригантите Картимандуа.
- Луций Цезий Мартиалис, суфектконсул 57 г.
- Цезий Бас, лирически поет, умира при избухването на Везувий (79 г.).
- Квинт Петилий Цериалис Цезий Руф, консул 70 г., съпруг на Домицила Младша, единствената дъщеря на император Веспасиан
- Цезио (Лигурия), община в Лигурия, Италия
- Цезана Чезана Брианца, община в Леко, Италия
- Цезана Чезана Торинезе, община в Пиемонт, Италия